# Tatjana Igorewna Gorbunowa
Tatjana Igorewna Gorbunowa (russisch Татьяна Игоревна Горбунова; * 23. Januar 1990 in Nabereschnyje Tschelny) ist eine russische Rhythmische Sportgymnastin und Olympiasiegerin.
Bei den Olympischen Spielen 2008 in Peking gewann sie im Alter von 18 Jahren gemeinsam mit Alijtschuk, Gawrilenko, Schkurichina, Possewina und Sujewa die Goldmedaille im Mannschaftswettbewerb vor China und Belarus.
2007 wurde Gorbunowa Weltmeisterin im griechischen Patras.
Ende 2008 beendete Gorbunowa ihre sportliche Karriere und arbeitet seit 2009 in der Allrussischen Föderation der Rhythmischen Gymnastik. Außerdem studierte sie an der Lomonossow-Universität in Moskau.

## Auszeichnungen
- 2008:  Verdienter Meister des Sports Russlands[2]
- 2009:  Orden der Freundschaft[2][5][6]